# San Lorenzo (Parabiago)
San Lorenzo (San Lurenz in dialetto milanese, AFI: [sãː luˈrẽːs]) è una frazione del comune di Parabiago nella città metropolitana di Milano in Lombardia. È posizionata lungo la Strada statale 33 del Sempione, divisa dal capoluogo comunale tramite il fiume Olona ed il Parco dei Mulini.  La frazione San Lorenzo confina inoltre con Nerviano, San Vittore Olona, Cantalupo (Cerro Maggiore). Due cave sono presenti sul confine con Nerviano e San Vittore Olona. Una parte della località, chiamata "Costa San Lorenzo", cioè la sezione rivolta in direzione di Nerviano, appartiene a questo comune.

## Etimologia
Il nome della frazione deriva da san Lorenzo, uno dei primi martiri cristiani e tra i santi più venerati nel Cristianesimo, al quale probabilmente era dedicata una cappella votiva in epoca remota; durante gli ultimi decenni di esistenza dell'Impero romano e nell'alto medioevo, anche l'Altomilanese non era risparmiato dalle invasioni barbariche, bisognava quindi proteggere i passanti che percorrevano le vie di comunicazione, dunque nell'antico avamposto sull'antica Via Mediolanum-Verbannus (attuale Statale del Sempione), forse venne edificata una cappella o addirittura una primitiva chiesetta dedicata al Santo.

## Storia
La frazione dovrebbe avere origini durante il periodo della dominazione romana, come testimoniato dalla scoperta di numerosi reperti archeologici come tombe, monete ed altri oggetti, tra i quali la Patera di San Lorenzo, scoperta nel 1907, risalenti tutti ai primi secoli dopo Cristo; probabilmente era una stazione di sosta sull'antica Via Mediolanum-Verbannus (attuale "Sempione"), dalla quale si sviluppò un primo abitato.
Del medioevo non sono giunte notizie rilevanti, eccetto per l'antica chiesa di San Lorenzo, menzionata da Goffredo da Bussero nel Liber Notitiæ Sanctorum Mediolani (1289). Proprio l'antica chiesa lungo il Sempione venne demolita in epoca barocca, per costruirne una seconda sul medesimo luogo (1671), demolita anch'essa nella prima metà del secolo XX. Talvolta la frazione nel periodo medioevale, veniva denominata Cassina San Lorenzo.
Nel 1880 fu aperta la tranvia Milano – Legnano – Gallarate, che correndo lungo il Sempione, attraversava quindi anche la frazione, con una fermata nell'attuale piazza Libertà. Fu soppressa nel 1966.
Agli inizi del XX secolo la frazione, nella quale nacquero ben due sindaci di Parabiago (Celestino Zerbi dal 1899 al 1900 ed Andrea Moroni dal 1907 al 1920), tentò la via dell'autonomia dal capoluogo comunale e la conseguente costituzione a municipio indipendente, ma le ragioni portate avanti non vennero prese in considerazione e tali proposte vennero "bollate" come causa di rivalità campanilistiche. Come esempio delle critiche all'autonomia sanlorenzese, può essere presa in considerazione l'ammonizione di Don Marco Ceriani nella sua Storia di Parabiago, vicende e sviluppi dalle origini ad oggi (1948).
Nel 1922 sorsero le scuole elementari composte di due sole aule, un anno dopo veniva inaugurato il monumento ai caduti della prima guerra mondiale nell'attuale piazza della Libertà; mentre nel 1933 il collegamento con il capoluogo comunale, viene rafforzato dalla ricostruzione del ponte sull'Olona in cemento armato, precedentemente era in legno. Infine nel 1987 entrò in funzione la Scuola Media Statale edificata in un'area di circa 9000 m², con annesso piazzale antistante e palazzetto dello sport, dove inoltre si svolgono le partite casalinghe del Volley Parabiago e del Volley San Lorenzo. 

### I collegi privati di San Lorenzo
A San Lorenzo in passato ebbero sede due collegi privati. Il primo fu istituito nel 1778 da Don Giacomo Prandone (1745-1820), figlio di un farmacista parabiaghese ed ex consigliere di Carlo Francesco Maggiolini (figlio di Giuseppe Maggiolini); sito in una modesta casa e con pochi allievi, specializzato in letteratura e scienze, venne sciolto dopo la morte del prelato. Il secondo fu indetto il 16 settembre 1817 da Don Giacomo Barbaglia, ex insegnante del Collegio Cavalleri in Parabiago, successivamente al permesso concesso dal Regio Governo; fu collocato nella casa privata del Barbaglia, egli tramite una retta mensile di 43 lire, vitto ed alloggio compresi, insegnava agli allievi la grammatica soprattutto, per abilitarli ai seminari e ai licei.

## Chiesa dei Santi Lorenzo e Sebastiano
Situata in via Manara, è la Chiesa di San Lorenzo; edificata tra il 1928 ed il 1929 in stile moderno, a sostituire la vecchia chiesa barocca del 1671, posizionata sul Sempione e purtroppo demolita per insufficienza di spazio.

## Sagra di San Lorenzo
È l'evento più importante di tutto l'anno. Ha inizio il venerdì antecedente alla prima domenica di settembre e prosegue per tutta la settimana successiva, terminando il lunedì dopo la seconda domenica del mese. Dura 10 giorni e si svolge principalmente nell'oratorio del paese. È caratterizzato da mostre, giochi, concerti e un torneo di calcio tra i 4 rioni di S.Lorenzo. In occasione della sagra viene aperto un ristorante e un punto ristoro all'interno del centro giovanile.

## Cultura
A San Lorenzo, in quella che oggi è Piazza Libertà, nacque nel 1921 il grande attore e regista teatrale Felice Musazzi, cofondatore della compagnia teatrale i Legnanesi.

## Economia

### Industria
Qui aveva sede la Termozeta, che produceva elettrodomestici e fu uno degli sponsor del Giro d'Italia tra gli anni settanta e ottanta.
Ha ancora sede la multinazionale Icap-Sira, industria chimica che ha come prodotti principali collanti, coloranti e polimeri.

## Istituzioni internazionali
- Belize - Consolato generale in Italia del Belize - via Milano 20, San Lorenzo di Parabiago[3][4]